# Алан Сейд
Алан Речулдак Сейд (народився 9 червня 1957) — бізнесмен і політик Палау частково американського єврейського походження. Обирався до Палати делегатів Палау з 1989 по 2000 рік. У 1995 році разом із Чень Дін-наном погодився побудувати готель Palasia  Сенатор у Сенаті Палау з 2005 по 2009 рік На президентських виборах 2008 року був напарником Еліаса Камсека Чина. 
Балотувався в президенти на президентських виборах 2020 року.